# Passiflora lancearia
Passiflora lancearia är en passionsblomsväxtart som beskrevs av Maxwell Tylden Masters. Passiflora lancearia ingår i släktet passionsblommor, och familjen passionsblomsväxter. Inga underarter finns listade i Catalogue of Life.